# 哀鸽属
哀鸽属（学名：Zenaida）由为数不多的7种美洲鸽组成，如下：
- 白翅哀鸽，Zenaida asiatica
- 南美哀鸽，Zenaida meloda
- 鸣哀鸽，Zenaida aurita
- 加岛哀鸽，Zenaida galapagoensis
- 斑颊哀鸽， Zenaida auriculata
- 哀鸽，Zenaida macroura
- 索哥羅鳩，Zenaida graysoni（野外滅絕）

DNA序列分析（Johnson & Clayton，2000年）已确认白翅哀鸽和南美哀鸽最为独特，因此二者应被视为优良物种。其他物种间的关系也是明确的，而不太清楚的是，加岛哀鸽是否与鸣哀鸽的亲缘最接近（暂时用形态学的观点来说明），或是与斑颊哀鸽和哀鸽的亲缘最接近（如DNA序列所表明，不过可靠性很低，大且算是生物地理学解释）。
哀鸽属的学名Zenaida是为了纪念塞奈达·莱提西娅·朱莉·波拿巴，法国鸟类学家夏尔·吕西安·波拿巴的妻子。